# Gülper Havel
Die Gülper Havel ist ein Nebenarm der Havel im Bereich eines Binnendeltas im Westen des Landes Brandenburg beziehungsweise streckenweise in Sachsen-Anhalt. Sie ist ein Landesgewässer der Länder Brandenburg und Sachsen-Anhalt. Die Gülper Havel ist etwa 6,1 Kilometer lang.

## Flusslauf
Die Gülper Havel zweigt östlich des Dorfes Molkenberg vom Hauptarm der Havel ab und fließt in mehreren Mäandern nordwärts. Mehrere Gräben und namenlose Alt- und Nebenarme der Havel münden beidseits ein. Auf Höhe des namensgebenden Dorfes Gülpe, das am Ostufer der Gülper Havel liegt, mündet links der Havelnebenarm Pirre ein. Nördlich Gülpes befinden sich das denkmalgeschützte Nadelwehr mit Schützenwehr Gülpe mit der Kahnschleuse Gülpe. Außer diesem existiert das Schleusenbecken der ehemaligen Kahnschleuse Molkenberg an einem zurückgebauten Wehr.
Die Gülper Havel trennt im Binnendelta mehrere Inseln vom Hauptarm ab, beispielsweise die Inseln Langefahrtwiese, Pilatsch und Pilatschlanke. Südlich von Strodehne mündet zunächst der Rhin, nachdem dieser den Gülper See verlassen hat, in die Gülper Havel, bevor sie ihrerseits etwa 200 Meter weiter nördlich wieder in den Hauptarm der Havel einmündet.

## Beschreibung

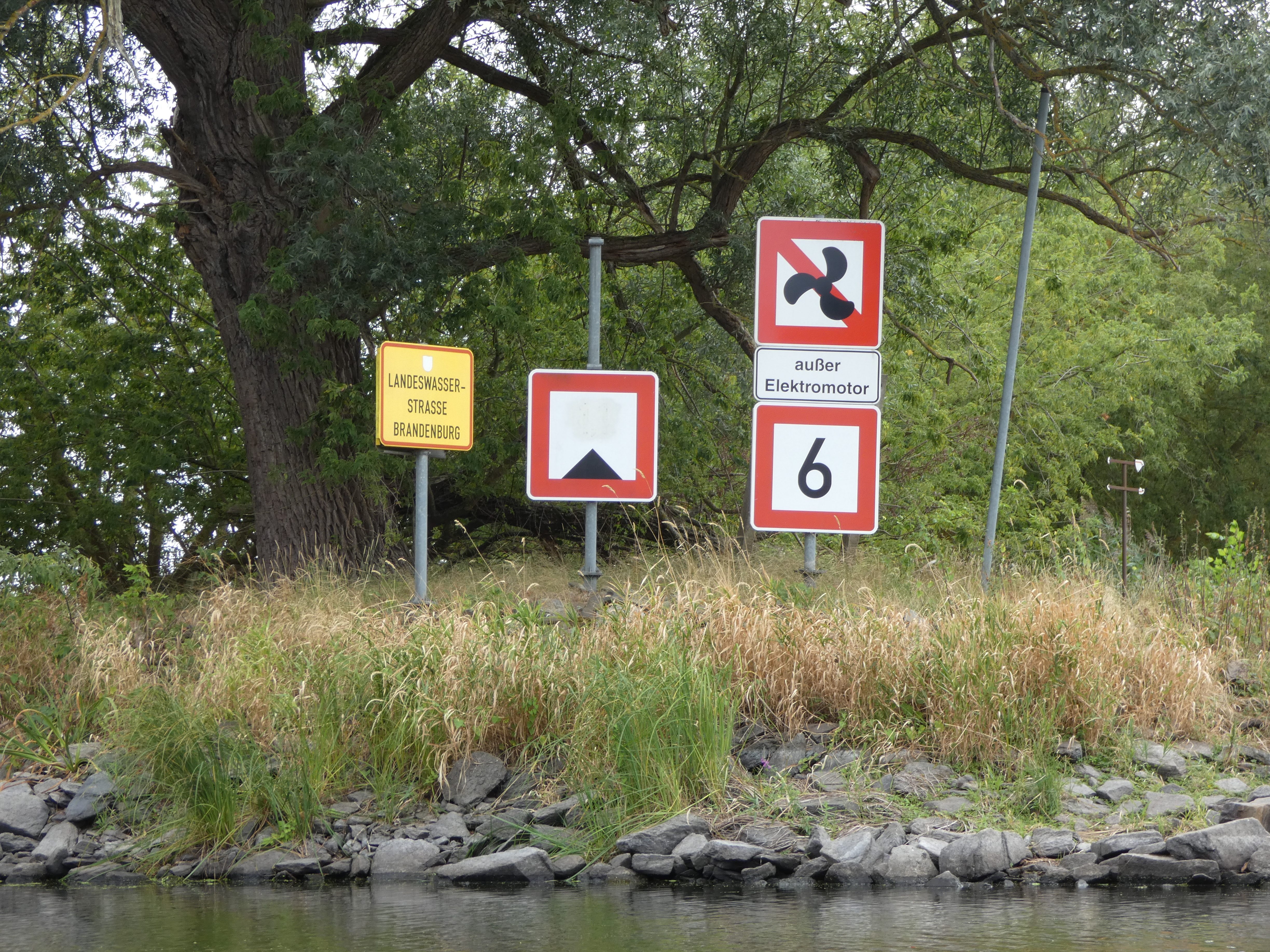
Verkehrsbeschilderung an der Mündung der Gülper Havel in den Hauptarm der Havel

Die Gülper Havel ist Teil des Naturschutzgebiets Untere Havel Nord. Sie darf nördlich der Mündung der Pirre mit muskelbetriebenen Wasserfahrzeugen in der Zeit vom 1. Juni eines jeden Jahres bis zum 1. März des Folgejahres und südlich der Pirremündung vom 16. Juni eines jeden Jahres bis zum 1. März des Folgejahres mit muskelbetriebenen Wasserfahrzeugen befahren werden. Motorbetrieben darf der Fluss im Bereich der Landeswasserstraße Brandenburgs nur mit Elektromotoren befahren werden. Die zulässige Höchstgeschwindigkeit im Bereich der Landeswasserstraße beträgt 6 km/h über Grund. Als ehemalige Reichswasserstraße wurde die Gülper Havel nicht Bundeswasserstraße, da sie am 1. Oktober 1989 von den Wasserwirtschaftsbehörden der DDR verwaltet und bis zum 25. Dezember 1993 nicht von der Wasserstraßen- und Schifffahrtsverwaltung des Bundes übernommen wurde, weswegen eine Rückübertragung ausgeschlossen ist.
Im Zuge des Projektes des Naturschutzbundes Deutschland (NABU) zur Renaturierung der unteren Havelniederung wurde die ganzjährige Durchströmung des Flussarmes verbessert. Ein neues Staukonzept wurde umgesetzt, im Zuge dessen beispielsweise das Einlasswehr an der Kahnschleuse Molkenberg beseitigt wurde. Es erfolgte ein Rückbau von Uferverwallungen. Die Verbindung zwischen den Flussarmen der Havel und Gülper Havel und der Flussaue wurden optimiert. Aufgrund von Eintrag von Sand besteht keine durchgehende Fahrrinne, es gibt wasserstandabhängig gelegentliche Untiefen.